# 595

## Decese
- Childebert II, 24 ani, rege merovingian al Australiei (n. 570)